# Susana Molinari Leguizamón
 (novembre 2017).
Si vous disposez d'ouvrages ou d'articles de référence ou si vous connaissez des sites web de qualité traitant du thème abordé ici, merci de compléter l'article en donnant les références utiles à sa vérifiabilité et en les liant à la section « Notes et références ».
Susana Molinari Leguizamón (pseudonyme, Alma del Fiore) est une écrivaine argentine en français et espagnol active pendant les années 1940.

## Œuvre
- El Jardín del Silencio (Le Jardin du silence), 1939 comme Alma del Fiore
- La Clef du Paradis, 1939
- Au Seuil de l'avenir, 1940
- Crímenes ocultos (Les Crimes cachés), 1942.